# گروه H جام جهانی فوتبال ۲۰۲۲
گروه H جام جهانی فوتبال ۲۰۲۲ که مسابقات آن از ۲۴ نوامبر تا ۲ دسامبر ۲۰۲۲ (۳ تا ۱۱ آذر ۱۴۰۱) برگزار شد، از تیم‌های پرتغال، غنا، اروگوئه و کره جنوبی تشکیل شده بود. دو تیم برتر این گروه یعنی پرتغال و کره جنوبی وارد مستطیل سبز شدند و به مرحله یک هشتم نهایی این جام صعود کردند

## تیم‌ ها
| جایگاه قرعه | تیم       | گلدان | کنفدراسیون | نحوه‌ی راهیابی                 | تاریخ راهیابی | تعداد حضور | آخرین حضور | بهترین عملکرد گذشته   | رده‌بندی فیفا | رده‌بندی فیفا |
| جایگاه قرعه | تیم       | گلدان | کنفدراسیون | نحوه‌ی راهیابی                 | تاریخ راهیابی | تعداد حضور | آخرین حضور | بهترین عملکرد گذشته   | مارس ۲۰۲۲    | اکتبر ۲۰۲۲   |
| ----------- | --------- | ----- | ---------- | ----------------------------- | ------------- | ---------- | ---------- | --------------------- | ------------ | ------------ |
| H1          | پرتغال    | ۱     | یوفا       | برندهٔ مسیر C مرحلهٔ دوم یوفا   | 29 مارس 2022  | ۸ بار      | ۲۰۱۸       | مقام سوم (۱۹۶۶)       | ۸            | ۸            |
| H2          | غنا       | ۴     | آفریقا     | برندهٔ مرحلهٔ سوم آفریقا        | 29 مارس 2022  | ۴ بار      | ۲۰۱۴       | یک چهارم نهایی (۲۰۱۰) | ۶۰           | ۶۰           |
| H3          | اروگوئه   | ۲     | کونمبول    | تیم سوم کونمبول               | ۲۴ مارس ۲۰۲۲  | ۱۴ بار     | ۲۰۱۸       | قهرمانی (۱۹۳۰، ۱۹۵۰)  | ۱۳           | ۱۳           |
| H4          | کرهٔ جنوبی | ۳     | آسیا       | تیم دوم مرحلهٔ سوم آسیا گروه A | ۱ فوریه ۲۰۲۲  | ۱۱ بار     | ۲۰۱۸       | مقام چهارم (۲۰۰۲)     | ۲۹           | ۲۹           |

یادداشت‌ها
1. ↑  از رده‌بندی مارس ۲۰۲۲ برای قرعه‌کشی نهایی استفاده شد.

## جدول
| رتبه | تیم       | ب | پ | م | ش | گ‌ز | گ‌خ | ت‌گ | امتیاز | راه‌یابی            |
| ---- | --------- | - | - | - | - | -- | -- | -- | ------ | ------------------ |
| ۱    | پرتغال    | ٣ | ٢ | ۰ | ١ | ۶  | ۴  | ٢+ | ۶      | صعود به مرحله حذفی |
| ۲    | کرهٔ جنوبی | ٣ | ١ | ١ | ١ | ۴  | ۴  | ۰  | ۴      | صعود به مرحله حذفی |
| ۳    | اروگوئه   | ٣ | ١ | ١ | ١ | ٢  | ٢  | ۰  | ۴      |                    |
| ۴    | غنا       | ٣ | ١ | ۰ | ٢ | ۵  | ٧  | ٢- | ٣      |                    |

نخستین مسابقه در تاریخ ۲۴ نوامبر ۲۰۲۲ (۳ آذر ۱۴۰۱) برگزار شد. منبع: فیفا

قوانین رتبه بندی: رتبه‌بندی مرحله گروهی

در مرحله یک‌هشتم نهایی:
- تیم اول گروه H مقابل تیم دوم گروه G قرار گرفت
- تیم دوم گروه H مقابل تیم اول گروه G قرار گرفت

## مسابقات
تمامی زمان‌ها به وقت محلی هستند (یوتی‌سی ۳+).

### اروگوئه مقابل کره جنوبی
دو تیم هشت بار از جمله دو بار در جام جهانی به مصاف هم رفته اند که هر دو مسابقه با پیروزی اروگوئه به پایان رسیده است. یک‌بار آن ۱-۰ در مرحله گروهی جام جهانی ۱۹۹۴ و بار دیگر ۲-۱ در مرحله یک‌هشتم نهایی جام جهانی ۲۰۱۰.
| اروگوئه | 0–0 (و.ا.) | کرهٔ جنوبی |
| ------- | ---------- | --------- |
|         | گزارش      |           |

### پرتغال مقابل غنا
دو تیم یک‌بار به مصاف هم رفته اند آن هم در مرحله گروهی جام جهانی ۲۰۱۴ که با برتری ۲–۱ پرتغال به پایان رسید.
| پرتغال | 3–2   | غنا |
| ------ | ----- | --- |
|        | گزارش |     |

### کره جنوبی مقابل غنا
دو تیم هشت بار به مصاف هم رفته اند که آخرین بار در یک دیدار دوستانه در سال ۲۰۱۴ غنا توانست با نتیجه ۴–۰ به پیروزی برسد. 
| کرهٔ جنوبی | 2–3   | غنا |
| --------- | ----- | --- |
|           | گزارش |     |

### پرتغال مقابل اروگوئه
دو تیم سه بار به مصاف هم رفته اند، از جمله یک‌بار آن در مرحله یک‌هشتم نهایی جام جهانی ۲۰۱۸ که با برتری ۲-۱ اروگوئه به پایان رسید.
| پرتغال | 2–0   | اروگوئه |
| ------ | ----- | ------- |
|        | گزارش |         |

### غنا مقابل اروگوئه
دو تیم یک‌بار به مصاف هم رفته اند، آن هم در مرحله یک‌چهارم نهایی جام جهانی ۲۰۱۰ که اروگوئه در ضربات پنالتی توانست پیروز شود.
| غنا | 0–2   | اروگوئه |
| --- | ----- | ------- |
|     | گزارش |         |

### کره جنوبی مقابل پرتغال
دو تیم یک‌بار به مصاف هم رفته اند، آن هم در مرحله گروهی جام جهانی ۲۰۰۲ که کره جنوبی با نتیجه ۱-۰ توانست پیروز شود.
| کرهٔ جنوبی | 2–1   | پرتغال |
| --------- | ----- | ------ |
|           | گزارش |        |

## موارد انضباطی
در صورت تساوی قوانین رتبه‌بندی تیم‌ها در مرحله‌ی گروهی چه در مجموع و چه در رو در رو، از امتیاز موارد انضباطی یا به اصطلاح بازی جوانمردانه به عنوان یک قانون رتبه‌بندی استفاده می‌شود. این موارد بر اساس کارت‌های زرد و قرمز دریافتی در تمامی مسابقات گروهی است که به شرح زیر محاسبه می‌شود:
- کارت زرد اول: منفی ۱ امتیاز
- کارت قرمز غیرمستقیم (کارت زرد دوم): منفی ۳ امتیاز
- کارت قرمز مستقیم: منفی ۴ امتیاز
- کارت زرد و کارت قرمز مستقیم: منفی ۵ امتیاز

فقط یکی از امتیازهای منفی فوق را می توان برای یک بازیکن در یک مسابقه اعمال کرد. 
| تیم       | مسابقه ۱ | مسابقه ۱                      | مسابقه ۱ | مسابقه ۱               | مسابقه ۲ | مسابقه ۲                      | مسابقه ۲ | مسابقه ۲               | مسابقه ۳ | مسابقه ۳                      | مسابقه ۳ | مسابقه ۳               | امتیاز |
| تیم       |          | Yellow card · Yellow-red card | Red card | Yellow card · Red card |          | Yellow card · Yellow-red card | Red card | Yellow card · Red card |          | Yellow card · Yellow-red card | Red card | Yellow card · Red card | امتیاز |
| --------- | -------- | ----------------------------- | -------- | ---------------------- | -------- | ----------------------------- | -------- | ---------------------- | -------- | ----------------------------- | -------- | ---------------------- | ------ |
| پرتغال    | ٢        |                               |          |                        | ٣        |                               |          |                        |          |                               |          |                        | ۵-     |
| کرهٔ جنوبی | ١        | ٢                             | ٢        | ۵-                     |          |                               |          |                        |          |                               |          |                        |        |
| اروگوئه   | ١        | ٢                             | ۵        | ٨-                     |          |                               |          |                        |          |                               |          |                        |        |
| غنا       | ۴        | ٢                             | ٢        | ٨-                     |          |                               |          |                        |          |                               |          |                        |        |